# لندزبرو، کوئینزلند
لندزبرو (به انگلیسی: Landsborough) یک شهرک در استرالیا است که در کوئینزلند واقع شده‌است.